# Louis Malus

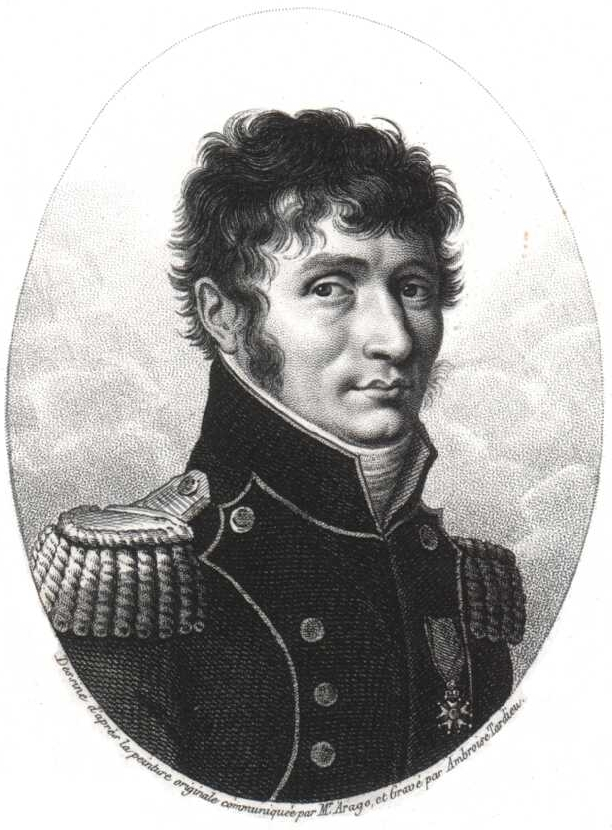
Étienne-Louis Malus

Étienne Louis Malus (* 23. Juni 1775 in Paris; † 23. Februar 1812 ebenda) war ein französischer Ingenieur und Physiker.

## Leben
Louis Malus war der Sohn von Anne-Louis Malus du Mitry und Louise-Charlotte Desboves. Sein Vater war als Schatzmeister tätig. Malus’ mathematische Begabung zeichnete sich schon in der Schule ab, die er während der Französischen Revolution aus politischen Gründen 1793 verlassen musste. Schulisch wurde Malus in der Folge fast ausschließlich privat ausgebildet, hauptsächlich in Griechisch, Latein und Mathematik. Er zeigte seine mathematischen Fähigkeiten im Jahre 1793 bei der Aufnahmeprüfung an der Militärschule in Mézières. Malus diente als einfacher Soldat bis zum Jahre 1794 und wurde dann an die École polytechnique geschickt. Dort war er Schüler von Joseph Fourier (1768–1830). Er wurde am 20. Februar 1796 Unterleutnant im Ingenieurkorps und am 19. Juni 1796 Kapitän der Ingenieure, nahm an Napoleon Bonapartes Ägyptischer Expedition teil und diente als Soldat von 1798 bis 1801 in Syrien.
Zuvor war Malus 1797 in Gießen stationiert und wollte die älteste Tochter des Kanzlers der Universität, Wilhelmine-Louise Koch, kurz vor seiner Abreise nach Ägypten heiraten. Er konnte diese Heirat aber erst nach seiner Rückkehr 1801 realisieren. Sie starb am 18. August 1813.
Malus überlebte in Ägypten eine Infektion und kam in Marseille am 14. Oktober 1801 nach Frankreich zurück. Von 1802 bis 1803 war er in Lille und als Subdirector für die Befestigungsanlagen von Antwerpen (1804–1806) und Straßburg (1806–1808) tätig. Im Jahre 1808 ging Malus nach Paris, wo er am 5. Dezember 1810 zum Bürgermeister der Ingenieure ernannt wurde.

 Im Juli 1807 wurde er Mitglied in der Société d’Arcueil und 1810 in die französische Akademie der Wissenschaften aufgenommen. Dort gehörte Malus 1811 zusammen mit Joseph-Louis Lagrange, Adrien-Marie Legendre, Pierre-Simon Laplace und René-Just Haüy zum Vergabekomitee des Preises für die beste Beschreibung der Wärmeausbreitung in Festkörpern, der an Fourier ging.
Sein Name ist in einer Inschrift an der Südwestseite des Eiffelturms verewigt, siehe: Die 72 Namen auf dem Eiffelturm. Die Insel Malus Island in der Antarktis trägt seinen Namen.

## Wissenschaftliche Leistung
Seine Forschung begann mit Experimenten zur huygensschen Lichtbrechung und systematischer Untersuchung der Eigenschaften von Oberflächen bei der Reflexion und Refraktion von Licht.
Malus fand 1809 heraus, dass Licht bei der Reflexion teilweise linear polarisiert wird, d. h. polarisierte Lichtwellen in einer Ebene schwingen. Dies führte in der Folge zu einem besseren Verständnis der Lichtausbreitung. Die Abhängigkeit der Intensität polarisierten Lichtes von der Ausrichtung eines vorgehaltenen Polfilters (=Analysators) wird Gesetz von Malus genannt.
1810 beschrieb Malus die Doppelbrechung von Licht in Kristallen.

## Schriften (Auswahl)
- Mémoire sur la mesure du pouvoir réfringent des corps opaques. in Nouveau bulletin des sciences de la Société philomathique de Paris, 1 (1807), 77–81
- Mémoire sur de nouveaux phénomènes d’optique. ibid., 2 (1811), 291–295
- Traité d’optique. In: Mémoires présentés à l’Institut des sciences par divers savants. Académie des Sciences, Paris 1811, S. 214–302 (google.de).
- Théorie de la double réfraction de la lumière dans les substances cristallines. ibid., 303–508
- L'agenda de Malus: souvenirs de l'expédition d'Égypte 1798-1801. mit Vorwort und Notizen von General Thoumas. Éditions Honoré Champion, Paris 1892 (google.de).